# Stockholm Vatten och Avfall
Se Öskaret 1 för byggnaden på Torsgatan.
Stockholm Vatten och Avfall AB (SVOA) är ett kommunalägt koncernbolag med sina kontorslokaler vid Bryggerivägen 10 i Ulvsunda. 98 % av vattenavdelningen (Stockholm Vatten AB) ägs av Stockholms stad och 2 % av Huddinge kommun. 100 % av avfallsavdelningen (Stockholm Avfall AB) inom Stockholms kommun ägs av Stockholms stad.

## Historik
Företaget grundades omkring 1860 under namnet Stockholms vattenledningsverk. År 1906 kunde Stockholms vattenledningsverk tillsammans med Stockholms gasverk flytta in i sin nya fastighet vid Torsgatan 26. Byggnaden hade ritats av arkitekt Ferdinand Boberg och Gustaf de Frumerie.
Första vattenverk var Skanstullsverket som öppnades 1861, det låg vid Årstaviken i området kring dagens Eriksdalsbadet. År 1904 invigdes Norsborgs vattenverk och från den tidpunkten togs råvattnet från Mälaren. Idag renas Mälarens råvatten till dricksvatten i flera steg vid två vattenverk, Lovö vattenverk som producerar 40 procent och Norsborgs vattenverk som producerar 60 procent av vattenbehovet.
1990 omvandlades verket till aktiebolag. 1996 förvärvades Huddinge Vatten AB, därav Huddinge kommuns andel i bolaget.
2007 såldes byggverksamheten till konsultföretaget Sweco för 9 miljoner kronor. Samma år såldes också laboratorieverksamheten till Steins Laboratorium, ett dotterbolag till det multinationella analysföretaget Eurofins för 4.2 miljoner kronor. 
2008 överläts testanläggningen Hammarby Sjöstadsverk till ett konsortium bestående av bland andra KTH och IVL Svenska Miljöinstitutet.
Stockholm Vatten och Avfall har sedan 2014 ansvar för avfallshanteringen. Tidigare var det Trafikkontoret i Stockholms stad som hade ansvaret.
1 februari 2017 bytte företaget namn till Stockholm Vatten och Avfall från Stockholm Vatten.                                          Samma år såldes det gamla huvudkontoret på Torsgatan till Castellum för 800 miljoner kronor.

## Verksamhet

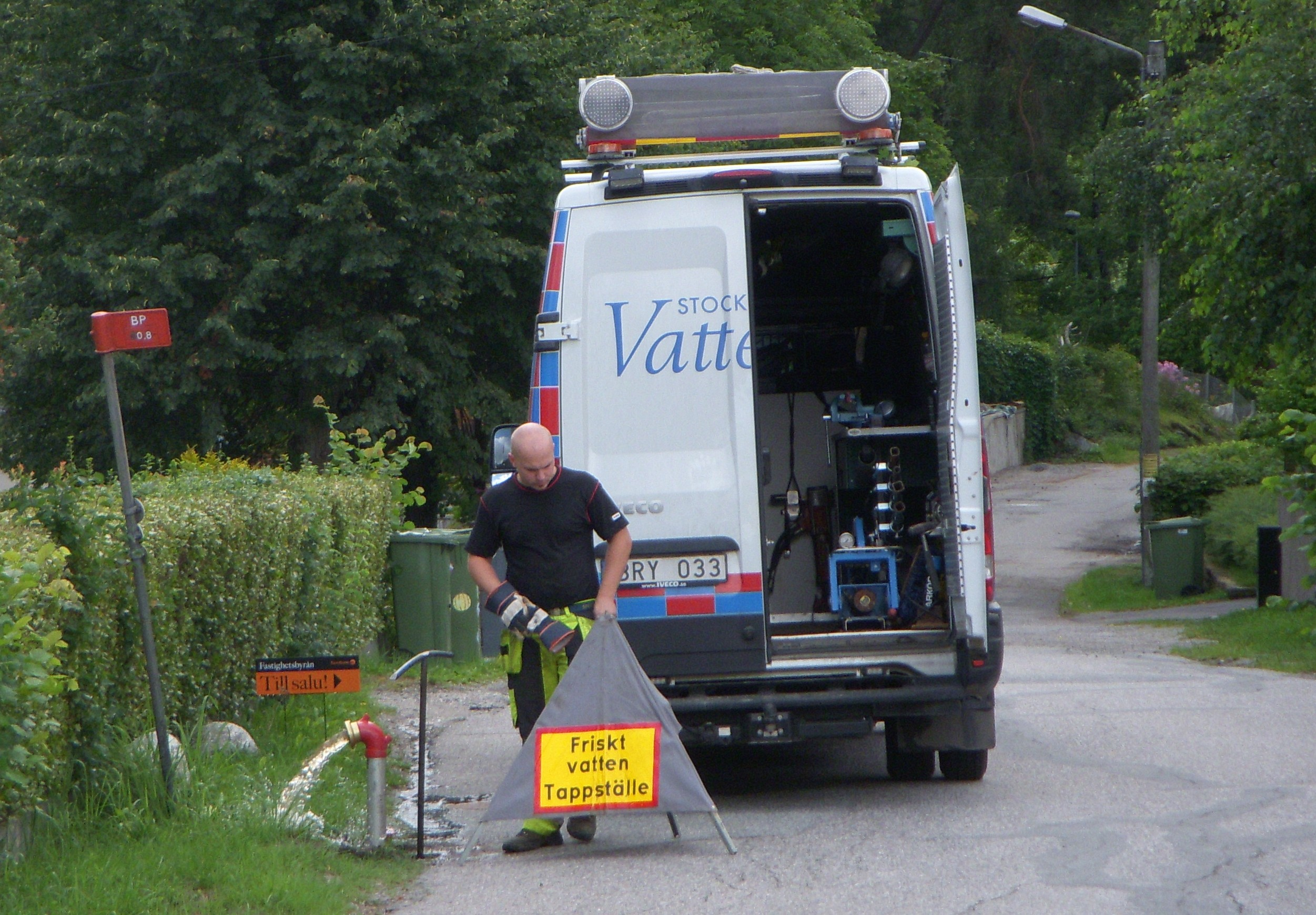
En av Stockholm Vattens servicebilar vid uppsättning av brandpost.

Företagets uppgift är att försörja Stockholms kommuns och Huddinge kommuns invånare med dricksvatten, samt att rena avloppsvattnet så att vattenmiljön skyddas. 

### Vatten
Se även: Vatten och avlopp i Stockholm

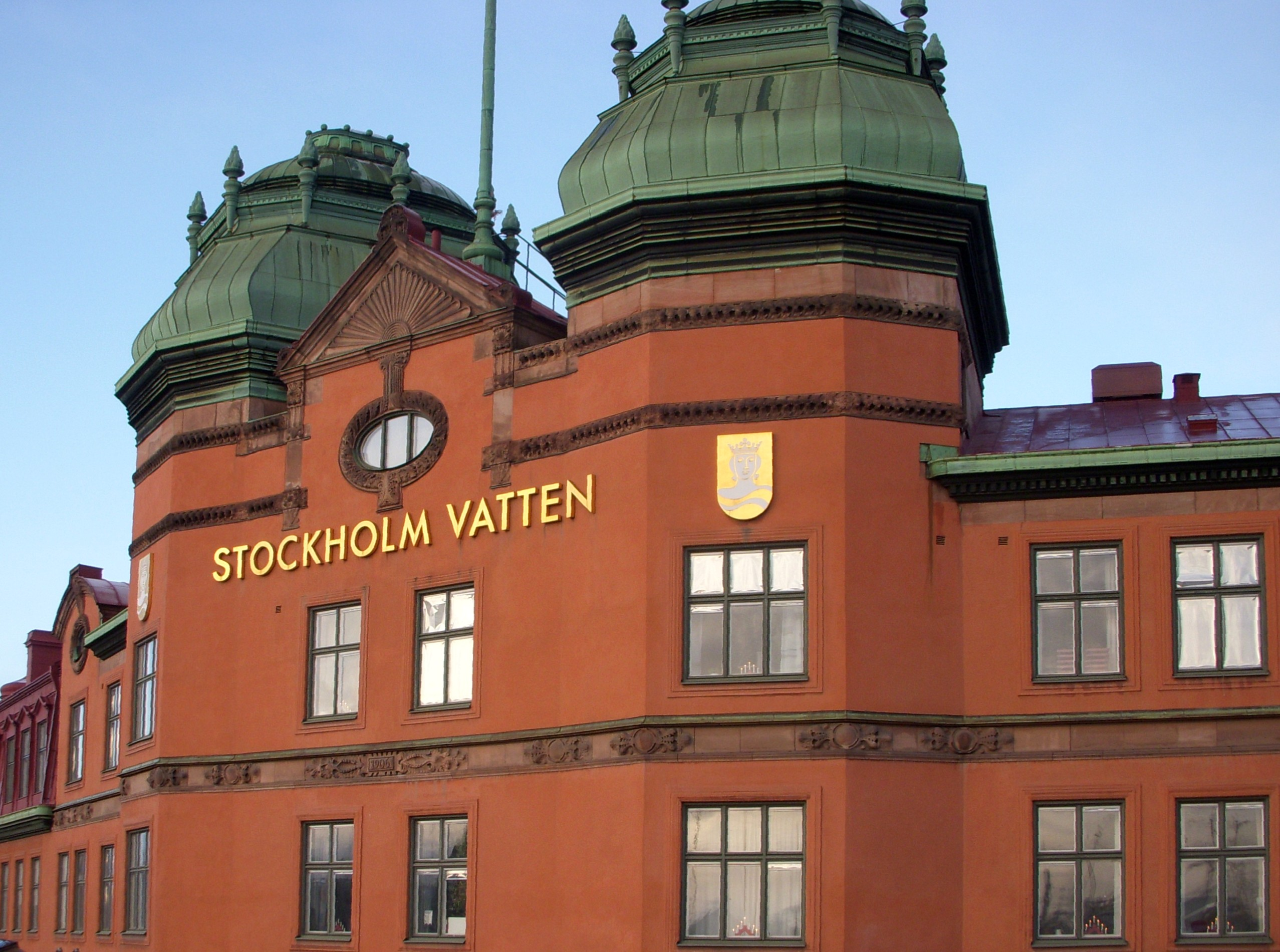
Stockholm Vattens tidigare byggnad vid Torsgatan.

Elva kommuner får sitt dricksvatten från Stockholm Vatten och Avfall.  Förutom till Stockholm och Huddinge levererar företaget även dricksvatten till bland annat Botkyrka, Haninge, Lidingö, Tyresö, Nacka och Strängnäs.

Åtta kommuner får hjälp med avloppshanteringen. Bolaget äger och sköter ledningsnäten för vatten och avlopp, samt pumpstationer och vattenreservoarer i Stockholm och Huddinge.
Stockholm Vatten och Avfall AB sköter även egendomarna kring Bornsjön, som är reservvattentäkt, ifall Mälaren skulle bli förorenad. Målet är att långsiktigt trygga Bornsjön som reservvattentäkt. Skogsbruket bedrivs varsamt utan kemikalier och jordbruksdriften är underkastad restriktioner. För att följa tillståndet i sjön görs ständiga provtagningar både i sjön och i dess tillflöden.

### Avlopp
Stockholm vatten och avfall driver två reningsverk (Henriksdals reningsverk och Bromma reningsverk).  Henriksdals reningsverk är Sveriges största reningsverk. De två reningsverken tar emot vatten från drygt en miljon människor, samt från industrier, i Stockholm, Huddinge, Haninge, Nacka, Tyresö, Järfälla, Sundbyberg och Ekerö.  2013 togs beslutet att Bromma reningsverk ska avvecklas. En tunnel byggs istället för att leda avloppsvattnet till Henriksdals reningsverk, som byggs ut. 

### Avfall
Se även: Renhållning och sophämtning i Stockholm
Stockholm Vatten och Avfall har hand om avfallshanteringen för 74 600 fastigheter och företag inom Stockholms kommun. SVOA äger flera återvinningscentraler i bland annat: Lövsta, Bromma, Sätra och Östberga. Det finns också ett återbruk vid Roslagstull. 
Stockholm Vatten och Avfall har avtal med entreprenörer som utför sophämtningen. Senast (2017) skrevs avtal med Suez och Urbaser (Tidigare RenoNorden). Suez sköter hämtningen i de nordvästra förorterna Hässelby/Vällingby, Spånga/Tensta, Rinkeby och Kista samt Bromma, Stora Essingen, Gamla Stan och Djurgården. Urbaser sköter hämtningen på Kungsholmen, Lilla Essingen, Norrmalm, Östermalm, Norra Djurgården och Liljeholmen, Hägersten, Sätra och Skärholmen. Urbaser hämtar även i  Enskede-Årsta-Vantör, Älvsjö, Farsta och Skarpnäck.

## Tidigare namn
- 1856–1955: Stockholms vattenledningsverk
- 1956–1973: Stockholms gas- och vattenverk
- 1974–1989: Stockholms vatten- och avloppsverk, ”VA-verket”
- 1990–2017: Stockholm Vatten
- 2018– : Stockholm Vatten och Avfall